# فرناندو ساراسنی
فرناندو ساراسنی (انگلیسی: Fernando Saraceni; ۱۹ ژانویهٔ ۱۸۹۱ – 1956) بازیکن فوتبال اهل ایتالیا بود.
از باشگاه‌هایی که در آن بازی کرده‌است می‌توان به باشگاه ورزشی لاتزیو اشاره کرد.